# NGC 6486
NGC 6486 est une petite galaxie lenticulaire (elliptique ?) située dans la constellation d'Hercule. Sa vitesse par rapport au fond diffus cosmologique est de 7 973 ± 31 km/s, ce qui correspond à une distance de Hubble de 117,6 ± 8,3 Mpc (∼384 millions d'al). NGC 6486 a été découverte par l'astronome français Édouard Stephan en 1880.
La classe de luminosité de NGC 6486 est II-III et elle présente une large raie HI.